# Филм на жару
Филм на жару, или како вам драго (енгл. The Kentucky Fried Movie) је америчка независна антологијска скеч-комедија из 1977. године, режисера Џона Ландиса, према сценарију који су написали Џим Абрахамс, Дејвид Закер и Џери Закер. Улоге у филму, између осталих, тумаче Бил Биксби, Џорџ Лејзенби, Еван Си Ким, Бонг Су Хан, Доналд Садерланд, Хенри Гибсон, Бари Денен и Агнета Екемир. Филм је конципиран као дневни програм измишљеног локалног ТВ канала и представљен као серија хумористичких скечева.

### Скечеви
| Детаљи о скечевима                                 | Детаљи о скечевима |
| -------------------------------------------------- | --- |
| Вести у 11 сати (1. део) (0:04)                    | Водитељ вести обавештава гледаоце филма да је на кокице које једу неко уринирао, а затим додаје: „Филм у 11”. Ову реченицу понавља на крају сваког наредног појављивања. |
| Аргон уље (1:13)                                   | Реклама за компанију која је пронашла начине да извлачи уље из акни, косе Италијана (узете са чешљева из њиховог смећа) и америчке брзе хране. |
| Данашње јутро (6:05)                               | Јутарња ТВ емисија вести са водитељима и неколико сегмената: новинар на терену, који не чује водитеље, пред камерама се чеше по задњици и копа нос, док се студијска дебата између конзервативног и либералног аналитичара завршава вулгарним личним нападима. Астролог емисије изјављује да је астрологија намењена људима који нису у стању да преузму одговорност за сопствени живот. Сегмент о животињама представља ретког хрчка, након чега у студио долази и горила. Горила, која није успела да се пари, постаје све бешња због објашњења своје дресерке, полуди и скида јој кошуљу. Радници у студију неуспешно покушавају да обуздају горилу која прави хаос и на крају разбија камеру. |
| Његов нови ауто (0:24)                             | Када човек уђе у ауто, укључује се више аларма. Како пролази кроз низ акција (закључавање врата, стављање сигурносног појаса и тако даље), аларми се један по један гасе док не остане само један. На крају, он се сагне и закопчава шлиц на фармеркама. Последњи аларм тада престаје. |
| Католичке средњошколке у невољи (2:00)             | Пародија на сексплоатационе филмове, која укључује разговор три младе „католичке средњошколке” у топлесу. Ово је први филм унутар филма који је продуцирао Самјуел Л. Бронковиц. |
| (Видимо се следеће среде у) Осећајној рунди (4:52) | Мушкарац гледа филм у биоскопу, у „осећајном” формату. Биоскопски редар пружа гледаоцу све осећаје који се дешавају главном лику у филму. Када жена у филму пита протагонисту да помирише њен парфем, редар прска гледаоца тим истим парфемом. Сцене се настављају трљањем груди, а затим прелазе у свађу. Та свађа кулминира ножем на врату, али завршава брзим пољупцем. Биоскопски најављивач позива публику да остане и за следећи филм – Дубоко грло. Док се редар осмехује, гледалац бежи вичући. |
| Најтекс П.М. (0:35)                                | Реклама за лек који лечи главобољу тако што корисника баца у несвест. |
| Висока авантура (3:01)                             | Микроман током ток-шоуа својим микрофоном на штапу изазива проблеме уживо и госту и водитељу. |
| Вести у 11 сати (2. део) (0:05)                    | Водитељ вести извештава да је Москва „у пламену” и да ракете лете према Њујорку. |
| Клиника за главобољу (0:40)                        | Реклама коју води Бил Биксби показује научнике из клинике који демонстрирају свој лек за главобољу Санхедрин ударајући људима по главама. Реклама тврди да људи не осећају бол. |
| Домаћински мириси (0:40)                           | Реклама за дезодоранс за дом која тврди да ће, ако га не купите, гости директно рећи да ваш дом ужасно мирише на разне понижавајуће начине. |
| Чудесни свет секса (4:55)                          | Млади пар пушта плочу са упутством за секс. Након што се пар разодене, плоча им даје упутства да се пољубе и започну предигру. Након што мушкарац доживи прерану ејакулацију, плоча шаље Великог Џима Слејда, мишићавог „тајт енда Канзас Сити чифса”, да однесе жену и заврши посао њеног понижене партнера, уз енергичну хоровску изведбу песме „”. |
| За шаку јена (31:34)                               | Једна ракета из раније најављеног напада између СССР и САД откривена је као кинеске производње. Кинеска влада негира било какву умешаност. Мозак напада испоставља се као кинески мрачни господар по имену доктор Клан. У пародији филма У змајевом гнезду, британска влада ангажује Луа да продре у Кланову планинску тврђаву и уништи његову операцију. Лу одбија мисију на почетку, али срећно пристаје када му кажу да ће моћи да убије десетине људи. Тврђава је тако добро организована да има чак и водиче за обилазак складишта дрога и оружја за масовно уништење. Када Лу буде откривен, побеђује таласе плаћеника пре него што га зароби доктор Клан. Следећег јутра, Лу побеђује Клановог телохранитеља Булкуса у борби на смрт, приморавајући тиранина да нареди својим подређенима да убију Луа. У међувремену, појављује се Велики Џим Слејд и ослобађа затворенике тврђаве, који такође пожурују да се укључе у борбу. Лу се бори и убија доктора Клана поливајући га кофом воде. У омажу филму Чаробњак из Оза, Лу се након победе враћа у Канзас и сазнаје да је све можда било само сан. |
| Вилер Пиво (0:58)                                  | Реклама за пиво са Харе Кришна монасима. |
| Вести у 11 сати (3. део) (0:05)                    | Водитељ вести изјављује да су Лос Анђелес рамси били оптерећени грешкама у пријемима, кад је земљотрес погодио Лос Анђелес. |
| Без казне (0:58)                                   | Реклама за друштвену игру засновану на теоријама завере о атентату на Џона Кенедија. |
| То је армагедон (2:17)                             | Пародија на тада популаран жанр филмова катастрофе, са Доналдом Садерландом као трапавим келнером и Џорџом Лејзенбијем у улози архитекте. |
| Уједињени апел за мртве (1:42)                     | Реклама са Хенријем Гибсоном за удружење које подржава чување тела преминулих чланова породице и њихово третирање као да су још увек живи. |
| Судница (1. део) (4:35)                            | Пародија на судске филмове која узима сваку реч буквално и функционише као квиз шоу, док Бивер (из серије Leave It to Beaver) и Воли Кливер (из исте серије) упадају у невоље на месту пороте. |
| Несон уље (0:14)                                   | Реклама за јестиво уље у којој млада девојчица „кува мачку у чистом Несон уљу”. |
| Судница (2. део) (3:02)                            | Бивер и Воли настављају да праве невоље, док „изненадни” сведок суђења препознаје самог водитеља скеча као починиоца саобраћајне несреће. |
| Клеопатра Шварц (1:24)                             | Пародија на блексплоатационе филмове: Прича о љубави и браку једног рабина и жене сличној Пем Грир. Упркос својим разликама, они живе страственим животом (истакнутим сценом где њих двоје леже у кревету са задовољним изразима лица, а она је у топлесу). |
| Цинк-оксид и ви (1:59)                             | Пародија на образовне филмове и рекламу за произвођача металних производа Norris Industries, која показује шта се дешава са домаћицом која има све, али се ослања на цинк-оксид; њена имовина полако нестаје или престаје да функционише, са све непожељнијим резултатима. Између осталог, њен грудњак нестаје, а њене груди одмах олабаве испод кошуље. Њен аутомобил пробија зид куће јер му нестају кочнице, а пејсмејкер њеног мужа престаје да ради. На крају, нестају вентили за гас на њеној рерни, њену кухињу захвата пламен, а све што би могло да угаси пожар такође нестаје. Сегмент се завршава кратким најављивањем наредног филма из серијала Обнова вашег дома. |
| Трагачи опасности (1:02)                           | Пародија на телевизијску серију Трагачи узбуђења: Рекс Крејмер, пола радног времена авио-механичар, пуно радно време хазардер, заклиње се да ће се суочити са најопаснијим ситуацијама „зарад авантуре”. Рекс, у заштитној опреми, одлази до групе Афроамериканаца у уличици и вришти „Црнчуге!”, након чега бежи док га они бесно гоне. |
| Вести очевидаца (4:24)                             | Млади пар престаје да гледа вести на телевизији да би имао секс. Чим младић разодене девојчине груди, водитељ вести почиње да замуцкује, а придружује му се и екипа вести. |
| Вести у 11 сати (4. део) (0:09)                    | Водитељ вести изјављује да не носи панталоне. |

## Улоге
| Глумац           | Улога           |
| ---------------- | --------------- |
| Еван Си Ким      | Лу              |
| Бонг Су Хан      | др Клан         |
| Агнета Екемир    | Минг Чау        |
| Доналд Садерланд | трапави келнер  |
| Џорџ Лејзенби    | архитекта       |
| Бил Биксби       | сам себе        |
| Тони Дау         | Воли Кливер     |
| Хенри Гибсон     | сам себе        |
| Мерилин Џој      | Клеопатра Шварц |
| Сол Кејхан       | рабин Шварц     |
| Бари Денен       | Клод Ламон      |
| Џозеф Медалис    | Пол Бермастер   |
| Роберт Стар      | Рекс Крејмер    |